# Gucci
Gucci è una casa di moda italiana attiva nei settori dell'alta moda e degli articoli di lusso con sede a Firenze. I suoi prodotti includono pelletteria, scarpe, accessori, abbigliamento, gioielli, orologi, cosmesi, profumi, e una collezione di complementi d'arredo e accessori decorativi.
Fondata da Guccio Gucci nel 1921 a Firenze, Gucci è diventato un marchio di fama internazionale, nonché uno dei più venduti al mondo e un’icona della Dolce Vita. Durante gli anni ‘80 la famiglia Gucci ha ceduto progressivamente le quote dell’azienda, diventata di proprietà del gruppo francese Pinault-Printemps-Redoute, oggi Kering.
Nel 2022 Gucci conta 528 negozi e ha generato vendite di €10,487 miliardi.  L'amministratore delegato della casa è Stefano Cantino nominato ad Ottobre 2024 ma con decorrenza da Gennaio 2025.
Secondo determinate analisi di mercato, il marchio Gucci risultava essere quello di maggiore valore tra i marchi italiani nel 2023.

## Storia

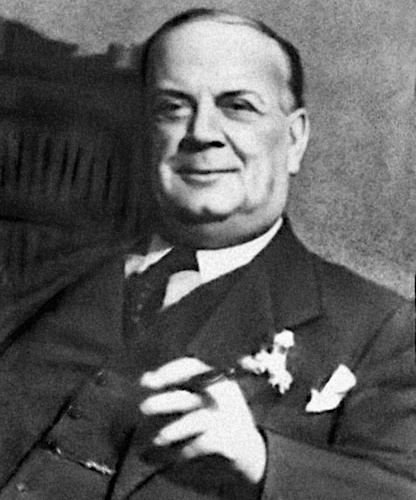
Guccio Gucci

Nel 1898, a 17 anni, Guccio Gucci (1881-1953) decide di emigrare all'estero da solo per fare fortuna. Nato da una famiglia storicamente fiorentina, la lascia in polemica e in lite col padre Gabriello, la cui bottega artigiana di cappelli di paglia è fallita, vittima di una crisi del settore. La sua meta è prima Parigi, poi Londra, allora capitali di imperi mondiali: cerca lavoro immediatamente e viene assunto come facchino d'albergo al Savoy Hotel, uno dei più esclusivi al mondo. Mentre lavora, rimane a stretto contatto con gente altoborghese o di alto rango, circondato dal lusso e dalla ricchezza, acquistando uno spiccato senso del gusto, della qualità e dello stile. Ad affascinarlo sono i preziosi bagagli, le borse e valigie dei prestigiosi ospiti.
Dopo 4 anni, Guccio torna a Firenze, dove sposa Aida Calvelli, che lavorava nella sartoria del padre Gabriello. Poi lavora per altri 4 anni alla Compagnie Internationale des Wagons-Lits, la società di treni europea specializzata in viaggi di lusso. Al ritorno dal servizio militare durante la Prima Guerra Mondiale, Guccio lavora a Milano, prima per la valigeria Botto e poi in un negozio di pelletteria dei Franzi - un'altra rinomata azienda di accessori di lusso - negozio del quale Guccio diventa direttore. Sono queste le esperienze formative decisive per lui, sia nel campo della lavorazione delle pelli che in quello della vendita di prodotti.

### 1921, gli esordi a Firenze con negozio Gucci

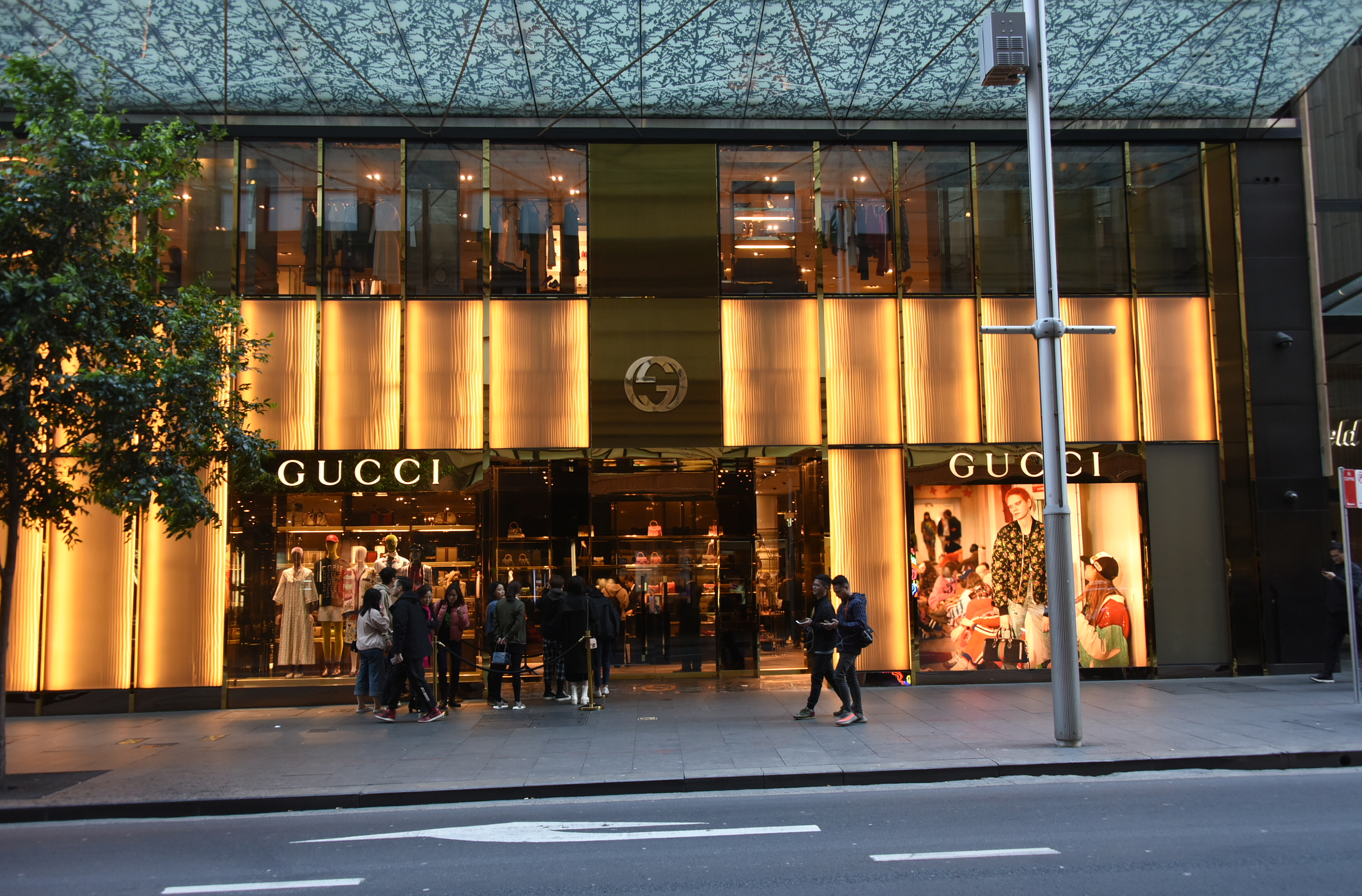
Negozio Gucci a Sydney

Fu la nostalgia, nonostante i frequenti viaggi che vi compiva per rivederla, a spingerlo a tornare definitivamente in Toscana. Nel 1921 Guccio si stabilisce a Firenze: in via della Vigna Nuova 7 apre il suo primo negozio, Azienda Individuale Guccio Gucci, una piccola bottega dove vende valigie in pelle importate. Inoltre, apre un piccolo laboratorio - in via del Parione 11 - che produce pelletterie comuni, ma anche articoli da viaggio e selleria per l'equitazione, realizzati da locali artigiani: per finanziarne l'apertura, la moglie Aida trova un socio investitore (più tardi Guccio rileverà le quote per mantenere la proprietà esclusiva). Per le pelli, a Napoli si comincia a tessere il filo argento poi in Germania si conclude il manufatto. Si ingrandisce realizzando una fabbrica più grande per ospitare i 60 artigiani al suo servizio. Gli accessori di pelletteria della casa faranno sempre riferimento all'ambito equestre: il morso e la staffa prima, un nastro verde-rosso-verde ispirato dal sotto-pancia della sella poi, rimanendo fedele alle tipiche pelli fiorentine. È nel 1925 che Gucci diventa famosa grazie anche a un particolare modello di sacca da viaggio che riscosse un enorme successo.
Dopo l’ascesa fascista negli anni ‘30, costretto a cimentarsi con la scarsità dei materiali, Guccio Gucci sperimenta la iuta, la canapa e il lino, creando modelli diventati iconici. Negli stessi anni Guccio lancia le prime borse, diventando sempre più conosciuto e apprezzato. I figli e la moglie sono coinvolti nell’azienda di famiglia e grazie al crescente riconoscimento l'impresa apre nel ‘38 il suo primo negozio a Roma, in via dei Condotti; e in seguito un’altra boutique a Milano.

### Il Dopoguerra e la Dolce Vita

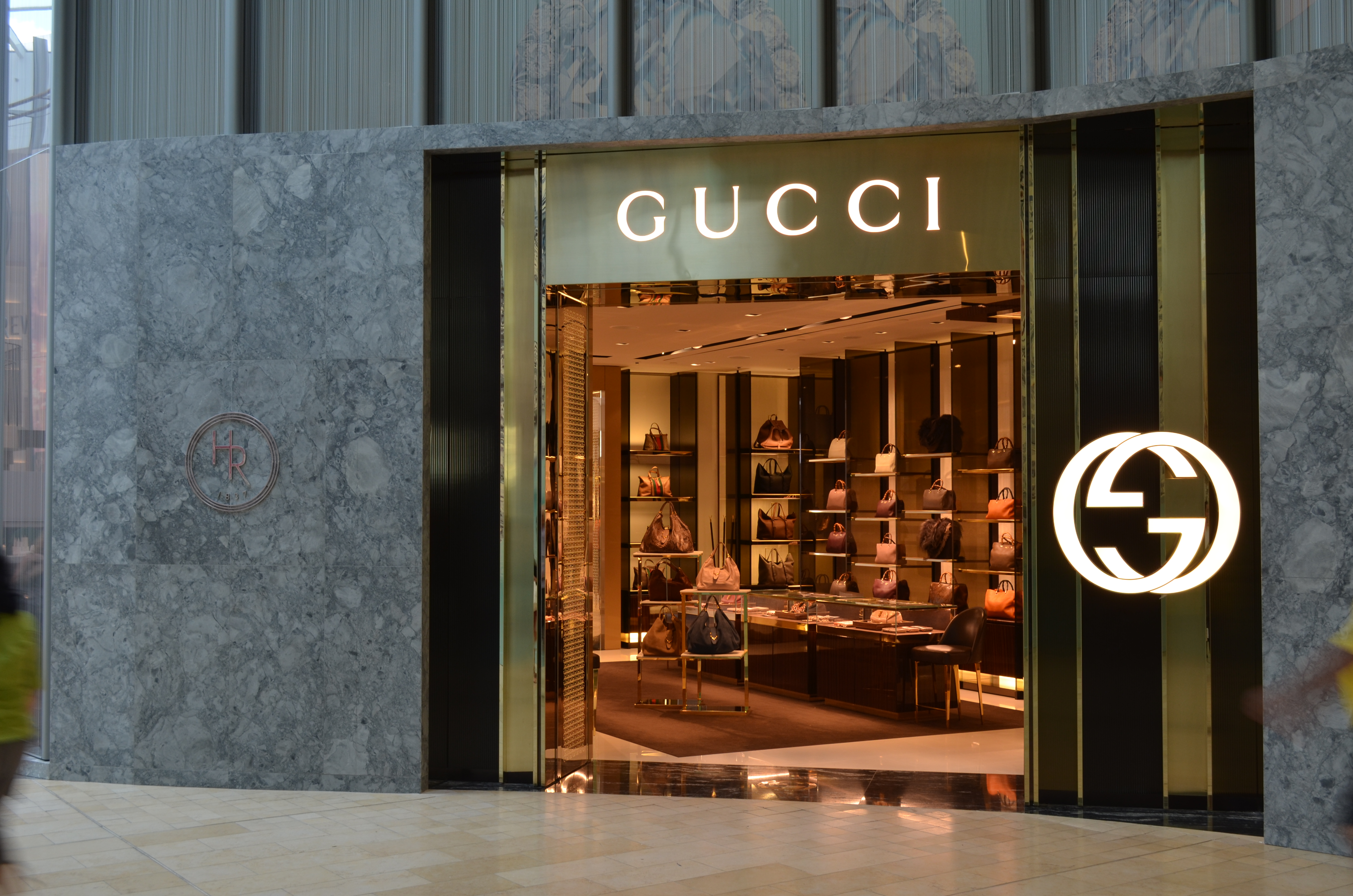
Un tipico negozio Gucci a Toronto

Stivaletto Gucci in pelle bianca

Dopo la guerra l’azienda è in mano a Guccio e ai suoi tre figli Aldo, Rodolfo e Vasco. Il marchio Gucci si prepara a vivere un periodo particolarmente positivo: nel 1947 viene lanciata sul mercato la famosa bamboo bag, e nel ‘52 l’inconfondibile mocassino. Sono gli anni del motto “Quality is remembered long time after price is forgotten” (la qualità si ricorda a lungo, mentre il prezzo si dimentica). Nonostante la morte di Guccio Gucci nel 1953, l’azienda continua a prosperare e alla fine dello stesso anno apre una boutique a New York, alla quale ne seguiranno diverse tanto che un’area della Grande Mela è conosciuta come Gucci City.
Seguono Londra, Palm Beach, Parigi, e viene introdotto il logo della doppia G. Nel 1966 Rodolfo Gucci si rivolge a Vittorio Accornero per realizzare Flora, il foulard disegnato per la principessa di Monaco Grace Kelly, negli stessi anni il marchio diventa molto popolare tra le star di Hollywood. Il successo di Gucci negli Stati Uniti porta al suo sviluppo globale, con aperture di nuovi negozi in Asia (Tokyo e Hong Kong) e in Medio Oriente, oltre al primo store in franchising a Bruxelles. Alla fine degli anni '60, Gucci conta 10 negozi negli Stati Uniti, tanto che John F. Kennedy definisce Aldo Gucci il primo “Italian ambassador to the United States”. I prodotti Gucci sono sfoggiati da tutte le personalità più in vista del tempo tra cui Audrey Hepburn e Jackie Kennedy, a cui è dedicata la borsa Jackie O. Gucci è anche la prima casa di moda a collaborare con altri settori, famoso il partenariato con Rolls-Royce e American Motors. Dal 1978 al 1984, un carrozziere di Miami commercializza un'edizione Gucci della berlina Cadillac Seville (il modello del 1978 è esposto al Museo Gucci).
Durante gli anni '70, la popolarità di Gucci esplode, e il marchio si trasforma in un obiettivo primario dell'industria della contraffazione. I laboratori Gucci hanno elaborato particolari tecniche di concia molto difficili da contraffare, ciò nonostante solo nel 1977, Gucci ha avviato 34 azioni legali per contraffazione. A metà degli anni '80, il marchio è stato coinvolto in «migliaia di confische e azioni legali in tutto il mondo». 
Nel 1985 il mocassino Gucci entra a far parte della collezione permanente del Metropolitan Museum of Art di New York.

### 1980, la faida familiare
Dopo la scomparsa di Vasco Gucci nel 1974, sulla fine degli anni ’70 la famiglia Gucci vive diverse tensioni; Paolo, uno dei figli di Aldo, apre un negozio indipendente usando il marchio Gucci e scatenando non poche reazioni. Il negozio viene riassorbito dalla maison e nel 1982 Gucci diventa una società per azioni di cui Rodolfo possiede il 50% mentre il restante 50% viene diviso tra Aldo e i suoi figli. Alla morte di Rodolfo, nel 1983, il figlio Maurizio inizia una guerra legale contro lo zio Aldo per ottenere il controllo totale del marchio. Nel 1986, a 81 anni, Aldo Gucci viene condannato a un anno di prigione negli Stati Uniti per evasione fiscale.
Il 47,8% di Gucci viene venduto al fondo d’investimento Investcorp, che arriva a possedere il 100% delle azioni nel 1993, estromettendo totalmente la famiglia Gucci dalla proprietà.
Nel 1995 Maurizio Gucci viene assassinato: si scoprirà che l'omicidio è stato organizzato dall'ex moglie Patrizia Reggiani, con la quale Maurizio aveva avuto due figlie, condannata a 26 anni di carcere.

### Porno Chic Revival

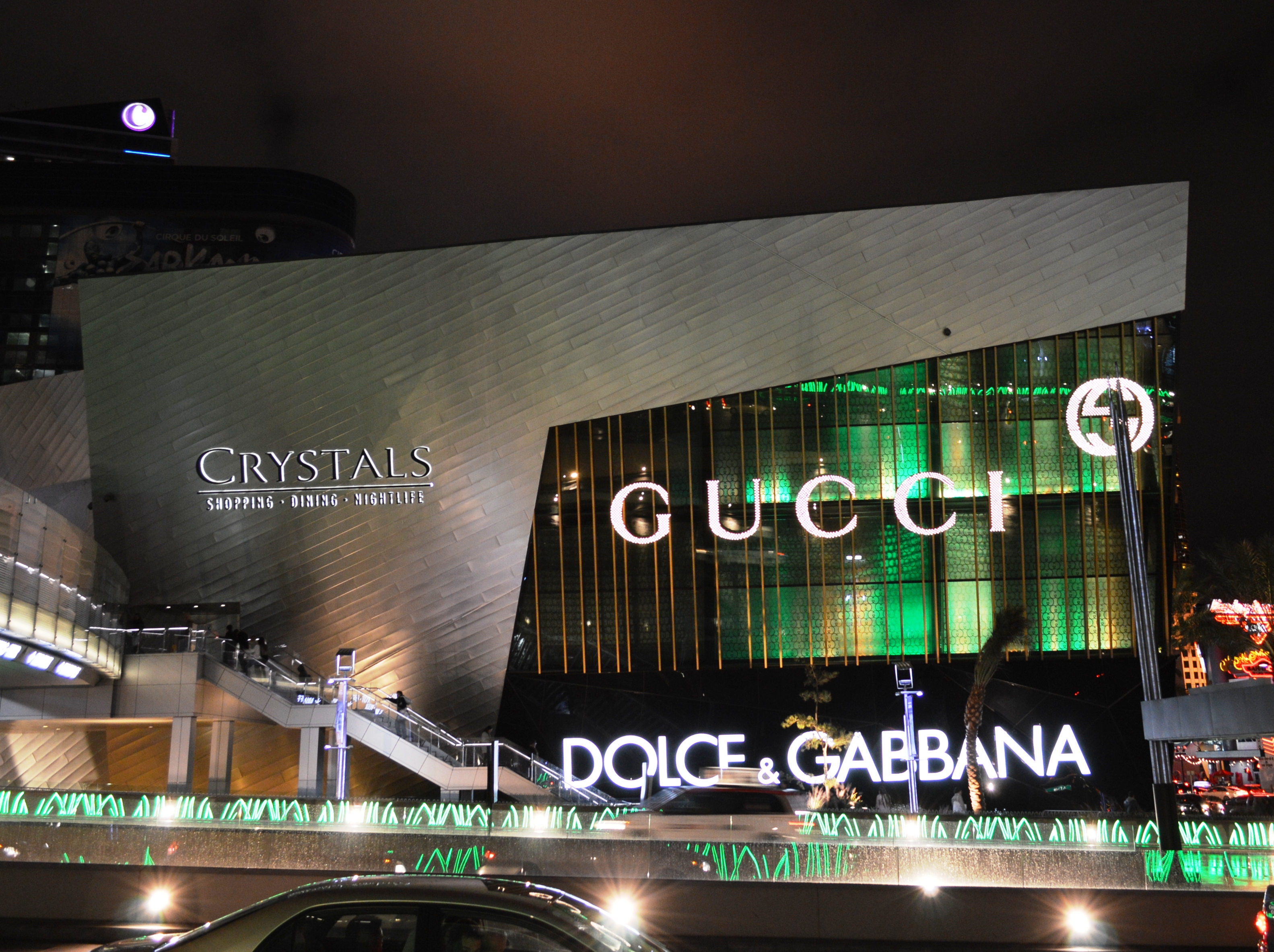
Negozio Gucci sulla Strip di Las Vegas

Nel 1989 viene assunta Dawn Mello come vice presidente per risollevare le sorti della società e ripristinare l’esclusività, che nell'ultimo decennio aveva lasciato spazio a una produzione di massa. 
Nel 1994, Tom Ford, un giovane designer texano, viene scelto come direttore creativo della maison. 
Ford e Mello insieme rilanciano il marchio toscano, numerose sono le icone della moda rivisitate, e lo stile del marchio viene completamente rivisto. La donna è sensuale e provocatrice, spesso porta inserti di pelle, metallo e pellicce;, così come provocatorie sono le campagne pubblicitarie, come quella che vedeva il logo della maison formato dai peli pubici di una modella.
Domenico De Sole, consulente legale della famiglia Gucci dagli anni 1980 e nominato amministratore delegato di Gucci nel 1994, rivede i prezzi di tutti i prodotti, portando gradualmente il bilancio pubblicitario dell’azienda da 6 milioni di dollari nel 1993 a 70 milioni di dollari nel 1997. Nell'ottobre 1995, la società viene quotata alla Borsa di New York con un valore iniziale delle azioni fissato a 22 dollari. Dal 1995 al 1997 Investcorp vende i suoi interessi in Gucci per circa 1,9 miliardi di dollari. A gennaio 1999 il colosso francese del lusso LVMH era arrivato a possedere il 34% delle azioni di Gucci. Cercando una via d’uscita dal controllo di LVMH, Tom Ford e Domenico De Sole si rivolgono all'imprenditore francese François Pinault, a capo del gruppo Pinault-Printemps-Redoute e concorrente di LVMH, che, a marzo dello stesso anno, arriva a possedere il 40% delle azioni Gucci. PPR acquista Yves Saint Laurent da Sanofi e lo rivende per lo stesso prezzo al gruppo Gucci; questa mossa darà il via a una sorta di guerra fredda tra PPR e LVMH.
La faida termina nel settembre 2001, quando le parti trovano finalmente un accordo.
Alla fine del 2003 Tom Ford e Domenico De Sole annunciano ufficialmente di voler lasciare Gucci. Vengono quindi nominati tre diversi designer: John Ray, Alessandra Facchinetti, che diventa direttore creativo per l’abbigliamento donna nel 2004, e Frida Giannini, designer di Gucci dal 2002, nominata direttore creativo della società nel 2006. Nel 2008 Patrizio di Marco, prima A.D. di Bottega Veneta, diventa A.D. di Gucci.
Frida Giannini attenua l’esplosione Porno Chic del suo predecessore, trasformando il marchio «da sexy a sensuale», sperimentando nuovi stili "bohémien androgini" con una reminiscenza del XIX secolo, e la rivisitazione di icone del passato, come la New Bamboo bag e la New Jackie. Nel 2011 Gucci apre il Museo Gucci a Firenze, per celebrare i 90 anni di attività. Tra il 2010 e il 2015 Gucci ha aperto 220 nuovi negozi, portando il totale dei negozi a 500.

### Rinascimento esplosivo
A dicembre 2014 il duo Di Marco - Giannini viene sostituito: Marco Bizzarri, ex A.D. di Bottega Veneta diventa A.D. di Gucci e nel gennaio 2015 nomina Alessandro Michele, già designer della casa dal 2002, direttore creativo del marchio.
Nasce una “nuova Gucci” dal gusto sofisticato, intellettuale e androgino; Alessandro Michele lancia il Renaissance di Gucci, gioca con presente e passato rivisitando icone del marchio e ispirazioni storiche come il logo con la doppia G e la borsa Jackie O., creando inoltre nuove icone del marchio come la borsa Dionysus.
Con un abbigliamento maschile dai toni femminili e un forte impatto geek-chic, Alessandro introduce in Gucci la tendenza postgender.  Nel 2016 viene inaugurato il Gucci Hub a Milano,  il nuovo quartier generale della società, ex fabbrica aeronautica Caproni.
Nel 2017 Gucci lancia la collezione Décor, la prima linea di complementi di arredo e accessori per la casa, mentre nel 2018 viene aperto il Gucci ArtLab, il nuovo laboratorio creativo artigianale poco fuori Firenze. 
A novembre dello stesso anno invece viene inaugurato il Gucci Wooster Bookstore a New York.
Il marchio ha lanciato anche una collezione trucchi e una di gioielleria.
Dal 2015 al 2019, le vendite annuali di Gucci sono aumentate da 3,9 miliardi di euro a 9,6 miliardi di euro per poi scendere nel 2020 a 7,4 miliardi (-22%) a causa della pandemia.
A dicembre 2020 Gucci sbarca su Tmall con due negozi (moda e bellezza), il brand viene inserito nel Luxury Pavilion, la piattaforma del gruppo Alibaba dedicata al mercato del lusso.
Il 23 novembre 2022, Alessandro Michele lascia la carica di direttore creativo di Gucci.
A gennaio del 2023, Sabato de Sarno viene nominato il nuovo direttore creativo di Gucci con la certezza che, grazie alla sua profonda comprensione del brand, saprà continuare a "influenzare la moda e la cultura attraverso prodotti e collezioni altamente desiderabili e a contribuire con una prospettiva unica e contemporanea al lusso moderno” riportando il brand alla sua anima più classica. La sua prima collezione, dal nome "Gucci Ancora", dà forma al proposito del direttore creativo di ritornare a un Gucci più vicino ad un lusso semplice e sofisticato. Nella palette ufficiale di Gucci viene introdotto un nuovo colore, il Rosso Ancora, un velluto bordeaux con sfumature color sangue di bue.
Vanessa Friedman, giornalista e critica di moda del New York Times, ha sottolineato come la collezione non sia stata "un'affermazione importante, ma piuttosto un impegno di pulizia dopo l'esagerazione del mandato di Michele", segnando l'alba di una "nuova era di pragmatismo" per il marchio. Durante questo reboot creativo, l'azienda ha avviato una fase di ristrutturazione e consolidamento e nel luglio 2023 Jean-François Palus ha sostituito Marco Bizzarri come CEO di Gucci per guidare la transizione, con l’obiettivo di: “rafforzare i team e le operazioni di Gucci, mentre la maison ricostruisce la sua autorevolezza e momentum, definendone la leadership e organizzazione del futuro".
Le vendite sono calate del 6% nel 2023, il CEO di Kering ha dichiarato: “In un anno difficile per il gruppo, abbiamo rafforzato la nostra organizzazione e compiuto passi significativi per migliorare ulteriormente la visibilità e l'esclusività delle nostre maison: il nostro obiettivo è rivitalizzare Gucci” .
Giovedì 6 febbraio 2025, Kering ha annunciato a sorpresa l’uscita di Sabato De Sarno dalla direzione creativa di Gucci.
Nell’aprile 2024 Stefano Cantino (ex Louis Vuitton) viene nominato vice direttore generale di Gucci.
A fine ottobre 2024 Stefano Cantino è nominato nuovo Amministratore Delegato, con decorrenza dal 1º gennaio 2025.
Il 13 marzo 2025, Kering annuncia la nomina di Demna Gvasalia come nuovo direttore creativo di Gucci, con decorrenza da luglio 2025.

## Descrizione
Gucci è una casa di moda di lusso che produce borse, prêt-à-porter, scarpe e accessori (compresi gioielli e orologi). Gucci produce anche make up, profumi e ha sviluppato una collezione di decorazioni per la casa (Gucci Décor).
La holding Gucci S.p.A. ha sede a Firenze e fa parte del gruppo di lusso francese Kering. Nel 2018, Gucci gestiva 540 negozi per 14.628 dipendenti. Nel 2024, Gucci conta 529 negozi e 20.032 dipendenti, l’azienda ha generato € 7,65 miliardi in vendite rispetto ai € 9,87 miliardi dell’anno precedente (-23%). 

## Gestione e struttura
Dal 1921 fino alla fine dell'era della famiglia Gucci, lo stile, la promozione e la produzione dei prodotti Gucci sono stati gestiti dai membri della famiglia Gucci.

### Amministratori delegati
- 2025-: Stefano Cantino
- 2023-2024: Jean-François Palus[5]
- 2014-2023: Marco Bizzarri
- 2008-2014: Patrizio di Marco
- 2004-2008: Mark Lee
- 1994-2004: Domenico De Sole

### Direttori Creativi
- 2025-in carica: Demna Gvasalia
- 2022-2025: Sabato de Sarno
- 2015-2022: Alessandro Michele
- 2006-2015: Frida Giannini
- 2005: Alessandra Facchinetti
- 1995-2004: Tom Ford
- 1989-1994: Dawn Mello

## Iniziative

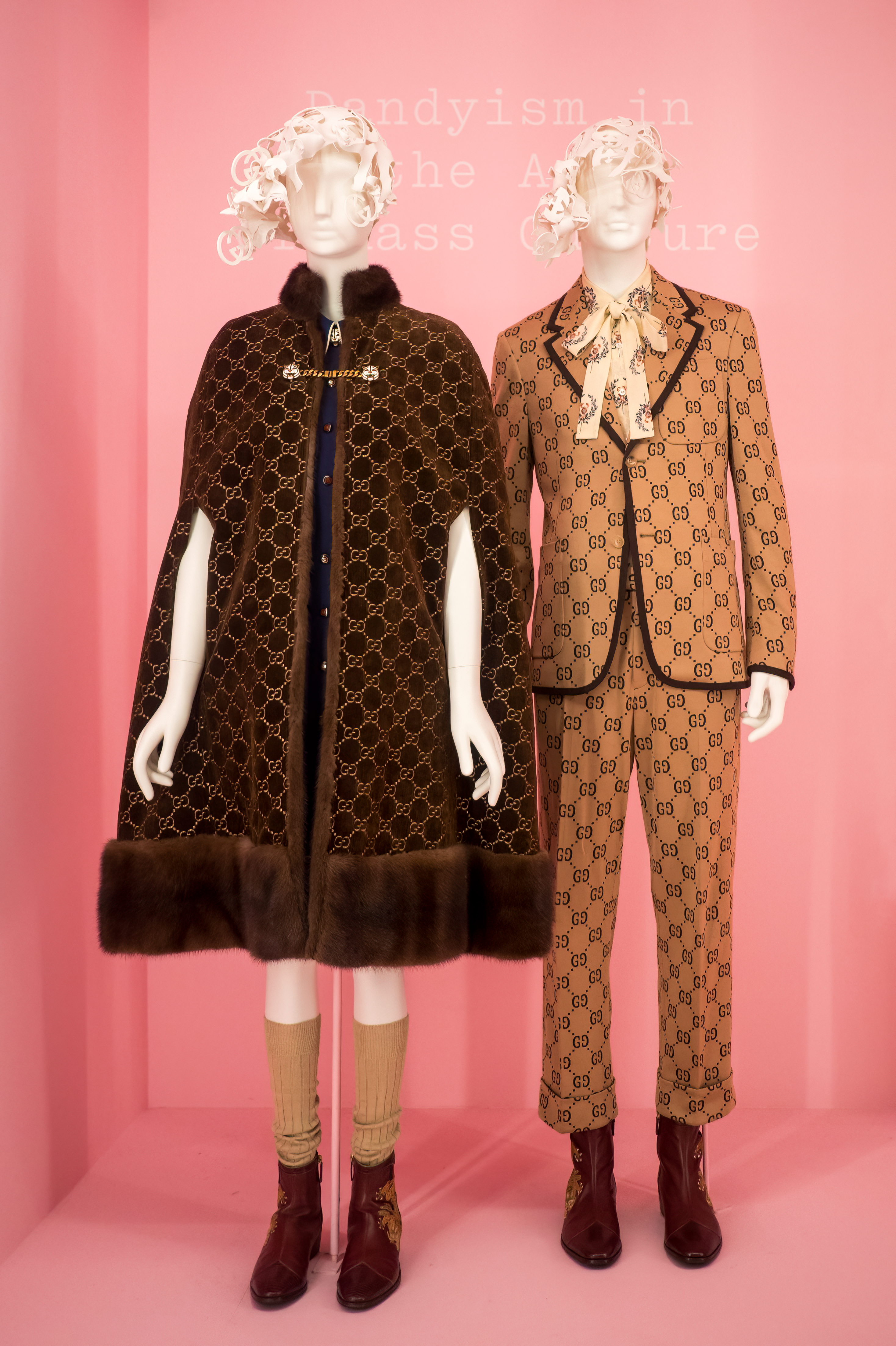
Vestiti disegnati da Alessandro Michele

### Arte e cultura
Per celebrare il suo 90º anniversario, l'azienda ha aperto nel 2011 il Museo Gucci, che si trova all'interno del Palazzo della Mercanzia a Firenze, nel 2016 Alessandro Michele cura due stanze aggiuntive dedicate a Tom Ford. Nel 2018 il museo Gucci viene rinnovato e rinominato Gucci Garden, al suo interno troviamo anche la Gucci Osteria gestita da Massimo Bottura, a cui a novembre 2019 è stata assegnata una stella Michelin. A febbraio 2019 una seconda Gucci Osteria ha aperto sul rooftop del negozio di Rodeo Drive a Los Angeles. Il 28 marzo 2022 è stata inaugurata a Seul, la terza Gucci Osteria.
Nell'aprile 2017, Gucci ha finanziato il restauro del Giardino di Boboli di Palazzo Pitti, mentre nel 2019 ha finanziato il restauro della storica Rupe Tarpea e dei giardini del Campidoglio a Roma.
A novembre 2022, Gucci ha firmato un accordo che sancisce una donazione triennale per contribuire al restauro e alla conservazione del Palazzo Gyeongbokgung in Corea del Sud.

### Impegno nel sociale
Nel 2008, Gucci ha lanciato il Gucci Tribeca Documentary Fund, un fondo di $ 80.000 per finanziare film che promuovono il cambiamento sociale, presentato al Tribeca Film Festival. Dal 2011 il fondo è stato incrementato a 150.000 dollari. Nello stesso anno, al Festival del Cinema di Venezia, viene istituito il Gucci Award for Women, per sottolineare l’importanza delle donne nel cinema.
Dal 2005 al 2015, Gucci ha donato 20 milioni di dollari al programma Schools for Africa dell'UNICEF, fino alla fondazione del programma Chime for Change, oggi veicolo di finanziamento del partenariato Gucci-UNICEF. Fondato nel 2013 da Frida Giannini, Salma Hayek e Beyoncé, Chime for Change è un movimento per migliorare l’educazione e le condizioni delle donne in tutto il mondo.
Numerose le iniziative con questo focus: dal Sound of Change Live concert, al partenariato con Twitter e Women Who Code nel 2013, fino alla T-shirt « My Body My Choice » nel 2019, i cui ricavati vengono redistribuiti alle attività del programma Chime for Change.
Nel 2011 Gucci ha lanciato una linea di braccialetti in edizione limitata i cui incassi sono stati destinati alla Croce Rossa giapponese per supportare le vittime del terremoto del Tohoku. Nel 2013 Gucci ha usato la fabbrica di seta tradizionale Sendaihira per produrre borse, destinando il ricavato delle vendite alla ricostruzione di Sendai, la principale città del Tohoku. In collaborazione con l'UNESCO ha portato avanti un progetto di sostegno allo studio studenti nelle prefetture di Iwate, Miyagi e Fukushima. Nel 2015, seguendo la tradizione kogei, ha realizzato un orologio a tiratura limitata, destinando parte del ricavato delle vendite alla ricostruzione del Tohoku.
Nel 2019 Chime for Change ha realizzato dei murales, disegnati dall’artista romana MP5, per la campagna «To Gather Together», con lo scopo di promuovere la parità di genere e nel 2020 Gucci ha lanciato la campagna «Unconventional Beauty», a cui ha partecipato anche una modella affetta dalla sindrome di Down. 
Durante la pandemia COVID-19, Gucci ha donato 2 milioni di euro a due campagne di crowdfunding: la prima a sostegno della Protezione Civile italiana e la seconda per il Fondo Solidale di Risposta COVID-19.

### Sostenibilità
Nel 2015, Gucci ha lanciato la propria iniziativa per ridurre l’impatto ambientale. Su questa scia nell'ottobre 2017, Gucci annuncia la sua filosofia fur free, smettendo di usare le pellicce animali dal 2018. Nel giugno dello stesso anno il marchio lancia Equilibrium, la piattaforma per monitorare e comunicare i suoi progressi sociali e ambientali.
Nel 2022 Gucci è stato premiato al Climate Action Award, nel 2023 invece, presso la Camera Nazionale della Moda Italiana (CNMI), è stato conferito al brand il premio Fondazione Ellen MacArthur per l'economia circolare.
Nell'ottobre 2023, Gucci ha presentato la borsa Horsebit 1955 realizzata con Demetra, un materiale privo di sostanze animali.

### Brand ambassador
Il marchio Gucci è rappresentato nel mondo da star dello spettacolo e dello sport quali gli attori e cantanti cinesi Xiao Zhan e Luhan, il ballerino, cantante, modello e attore sudcoreano Kai,, l'attrice e cantante indiana Alia Bhatt, il rapper statunitense Jay Park, il calciatore inglese Jack Grealish, il tennista italiano Jannik Sinner e il pattinatore giapponese due volte campione olimpico Yuzuru Hanyū.

## Nella cultura popolare

### Film
Nel 2000 Martin Scorsese annuncia l'intenzione di realizzare un film sulla famiglia Gucci, ad ora non realizzato.
A novembre 2019 il regista Ridley Scott ha annunciato che avrebbe realizzato un film sulla dinastia Gucci, nel cast Lady Gaga è nei panni di Patrizia Reggiani, la moglie di Maurizio Gucci, condannata a 26 anni di carcere nel 1998 per aver commissionato l'omicidio del suo ex marito. Il titolo del film è House of Gucci, uscito il 24 novembre 2021 negli Stati Uniti d'America ed il 16 dicembre in Italia.
Il modo in cui il film ha raccontato la famiglia Gucci è stato ampiamente criticato dagli eredi, che l’hanno definito “penoso dal punto di vista umano e insulto al marchio” discostandosi dalla produzione.

### Guinness World Record
- 1974: L'orologio Gucci modello 2000 ha battuto il record di vendita di oltre 1 milione di unità in 2 anni.
- 1998: I "Genius Jeans" di Gucci hanno battuto il record del paio di jeans più costosi di sempre. Questi jeans consumati, strappati e ricoperti di perline africane, erano in vendita a Milano per 3.134 dollari.[95]